# Кристіан Альбрехт (герцог Гольштейн-Готторпу)
Крістіан Альбрехт (нім. Christian Albrecht), (нар. 3 лютого 1641— пом. 6 січня 1695) — представник німецької знаті з династії Гольштейн-Готторпів, архієпископ Любека у 1655—1666, герцог Гольштейн-Готторпу у 1659—1695 роках.

## Життєпис
Крістіан Альбрехт народився 3 лютого 1641 року у Готторпі. Він був десятою дитиною і п'ятим сином правлячого герцога Гольштейн-Готторпу Фрідріха III та його дружини Марії Єлизавети Саксонської. Всі його брати померли за життя батька, тож після смерті Фрідріха, спадкоємцем став саме Крістіан Альбрехт. Герцог помер у фортеці Тьоннінг, обложеному данськими військами, тож Крістіан був змушений терміново виїхати на поле битви.
Щодо мирних справ, то 5 жовтня 1665 Крістіан Альбрехт заснував Університет в Кілі, який, в першу чергу, мав слугувати для навчання протестантських пасторів.
Все його подальше життя було присвячене боротьбі з данським королем. Навіть шлюб з данською принцесою нічого не змінив. Від батька Крістіан Альбрехт успадкував тісні зв'язки із Швецією, яка, за необхідності, надавала допомогу, але натомість Гольштейн-Готторп був залучений, в свою, чергу, до всіх військових конфліктів Швеції.
Дружиною Крістіана Альбрехта стала донька Фредеріка III, Фредеріка Амалія. Весілля відбулося 24 жовтня 1667 року у Готторпі. Шлюб не був щасливим. За три роки новим данським королем став брат Фредеріки Крістіан і продовжив війну з герцогством. Це аж ніяк не сприяло гармонійним відносинам між подружжям. Крістіан Альбрехт погано поводився із дружиною, в той же час її родичі всіляко намагалися виказати їй свою любов. Тим не менш у пари народилося четверо дітей. 
В результаті під час дансько-шведської війни у 1676 і 1679 роках данські війська захоплювали герцогства, а Крістіана Альбрехта вигнали з володінь. В цей час він мешкав в Гамбурзі. У 1678 брав участь у заснуванні Гомбурзької опери. 1679 року Швеція домовилася з данією про своє невтручання у майбутні дансько-гольштейнські конфлікти. З 1684 по 1689 рік знову вимушен був тікати до Гамбурга, коли данські війська захопили герцогство.
Ситуація змінилася  у 1688 році, коли почалася війна Аугсбурзької ліги. Оскільки Данія була союзником Франції, то проти неї утворилася коаліція німецьких князівств та Швеції.  Завдяки підтримці Леопольда I,імператора Священної Римської імперії, Швеції, герцогства Брауншвейг-Люнебург, 1689 року на Альтонському конгресі (поблизу Гамбургу) було ухвалено так званий Altonaer Vergleich, який закріпив незалежність герцогства Гольштейн-Готторп від Данії.
Помер Крістіан Альбрехт у Готторпі 6 січня 1695 року.

## Родина
Дружина —  Фредеріка Амалія Данська
Діти:

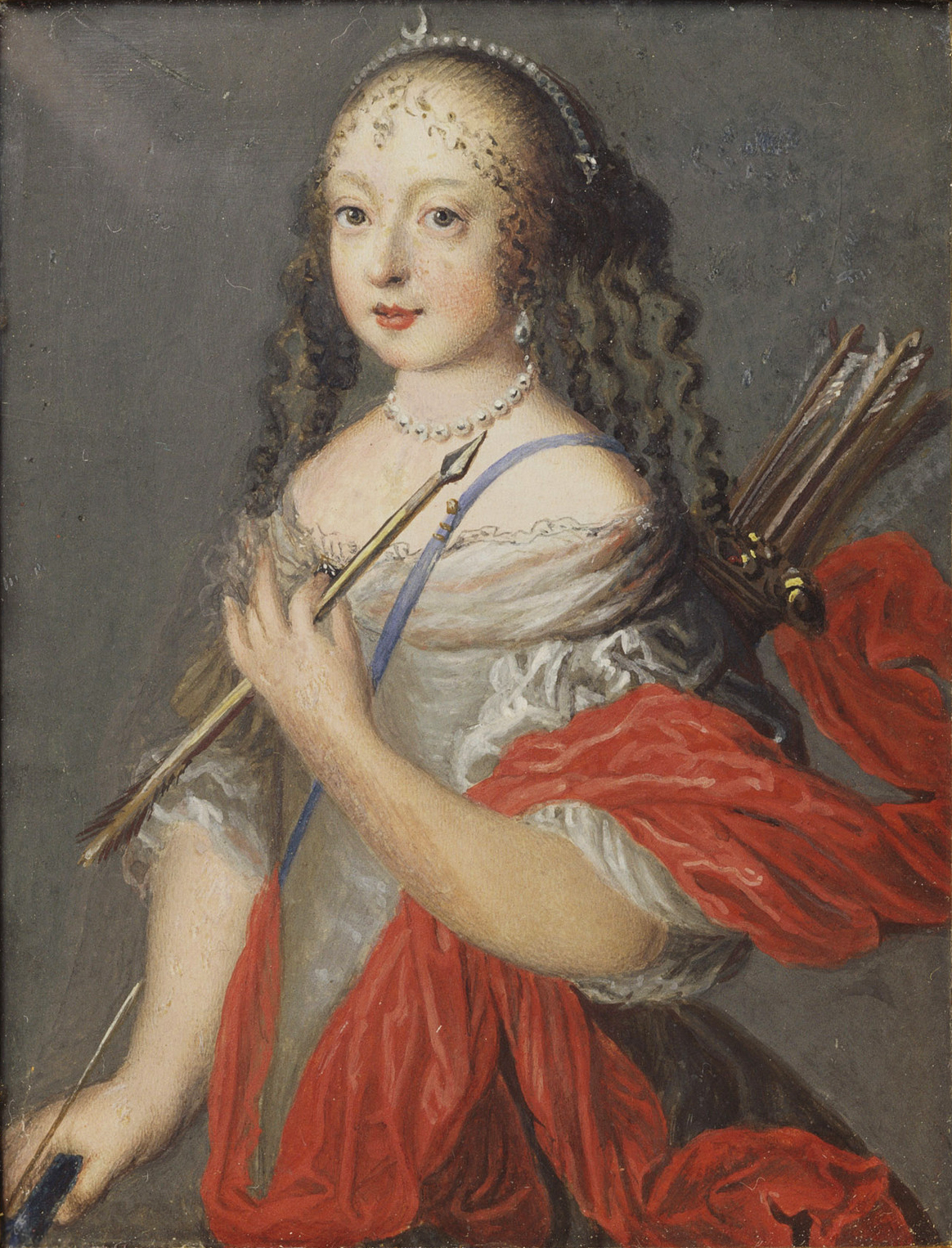
Фредеріка Амалія

- Софія Амалія (1670—1710) — була пошлюблена із старшим сином герцога Антона Ульріха Брауншвейг-Вонфельбюттельського, Августом Вільгельмом, дітей не мала;
- Фрідріх (1671—1702) — наступний герцог Гольштейн-Готторпу, був одружений із Ядвігою Софією Шведською, мав єдиного сина;
- Крістіан Август (1673—1726) — герцог Шлезвіга, князь-регент Ойтіна, князь-єпископ Любека, був одружений з Альбертіною Фредерікою Баден-Дурлаською, мав одинадцятеро дітей;
- Марія Єлизавета (1678—1755) — абатиса у Кведлінбурзі.